# Lesyanís Mayor
Lesyanís Mayor (ur. 8 lipca 1989) – kubańska lekkoatletka specjalizująca się w skoku wzwyż.
W 2007 roku zdobyła złoty medal podczas mistrzostw panamerykańskich juniorów. Rok później zdobyła w Bydgoszczy brąz na mistrzostwach świata juniorów. W sezonie 2010 najpierw zajęła drugie miejsce w mistrzostwach ibero-amerykańskich, a później uplasowała się na szóstej pozycji – reprezentując Amerykę – w czasie pucharu interkontynentalnego. 
Rekord życiowy: 1,93 (11 lutego 2010, Hawana). 

## Osiągnięcia
| Rok  | Impreza                              | Miejsce      | Lokata            | Wynik |
| ---- | ------------------------------------ | ------------ | ----------------- | ----- |
| 2007 | Mistrzostwa panamerykańskie juniorów | São Paulo    | 1. miejsce        | 1,85  |
| 2008 | Mistrzostwa świata juniorów          | Bydgoszcz    | 3. miejsce        | 1,86  |
| 2010 | Mistrzostwa ibero-amerykańskie       | San Fernando | 2. miejsce        | 1,86  |
| 2010 | Puchar interkontynentalny            | Split        | 6. miejsce        | 1,78  |
| 2011 | Igrzyska panamerykańskie             | Guadalajara  | 1. miejsce        | 1,89  |
| 2012 | Igrzyska olimpijskie                 | Londyn       | el. – 20. miejsce | 1,85  |